# Richelle Depold-Fox
Richelle Depold-Fox (1974) es una deportista estadounidense que compitió en natación. Ganó dos medallas de oro en el Campeonato Pan-Pacífico de Natación, en los años 1997 y 1999.

## Palmarés internacional
| Campeonato Pan-Pacífico | Campeonato Pan-Pacífico | Campeonato Pan-Pacífico | Campeonato Pan-Pacífico |
| Año                     | Lugar                   | Medalla                 | Prueba                  |
| ----------------------- | ----------------------- | ----------------------- | ----------------------- |
| 1997                    | Fukuoka (Japón)         | Medalla de oro          | 4 × 100 m estilos       |
| 1999                    | Sídney (Australia)      | Medalla de oro          | 4 × 100 m libre         |